# Тамара Тодевська
Тамара Тодевська (мак. Тамара Тодевска; нар. 1 червня 1985, Скоп'є, СР Македонія, СФРЮ) — македонська співачка. Представляла Північну Македонію на Пісенному конкурсі Євробачення 2019, де посіла 7 місце, яке наразі є найкращим результатом країни на конкурсі.Також Тамара Тодевська представляла Північну Македонію на Пісенному конкурсі Євробачення 2008 разом з Vrčak & Adrijan з піснею "Let Me Love You" де посіли 10 місце в півфіналі,але через журі у фіналі замість них виступала Швеція,тому у фінал вони не потрапили.

## Біографія
Народилась 1 червня 1985 року в Скоп'є, СР Македонія, СФРЮ. Батько, Велко Тодевські — македонець, професор музичної академії, мати, Бранка Тодевська — сербка, оперна співачка. Сестра - відома сербсько-македонська співачка Тіяна Дапчевич.
Здобула музичну освіту.
Свою першу пісню «Игра луда» виконала в дуеті з сестрою в 1997 році. Проте свою музичну кар'єру розпочала в 2003 році на музичному фестивалі Sunčane skale в Чорногорії, на якому вона з піснею «1003» зайняла друге місце.
2005 року Тамара випустила свій перший альбом «Сино». Продюсером альбому був Александар Масевські, який і надалі активно співпрацював зі співачкою.
2007 року Тамара бере участь у національному відборі на пісенний конкурс Євробачення, на якому з піснею «Кажи кој си ти» займає друге місце.
2008 року співачка робить другу спробу взяти участь у Євробаченні. На національному відборі разом з Раде Врчаковські та Адріаном Гаджа виконала пісню «Во име на лјубовта», яка зайняла перше місце, і згодом стала хітом на Балканах. Пісня була написана македонською, албанською, сербською, турецькою, російською та англійською мовами. Англійську версію «Let me love you» тріо виконало на Євробаченні-2008, проте співаки не змогли пробитись у фінал конкурсу.

## Дискографія

### Альбоми
- Сино (2005)
- Еден ден (2015)

### Сингли
- Игра луда (1997; feat. Тіяна Дапчевич)
- Дали знам (2002)
- Кога би мозела (2002; feat. Бранка Тодевська)
- 1003 (2003)
- Sex (2004)
- Најдобри Пријатели (2005; feat. Раде Врчаковські)
- Лоса Девојка (2006)
- Седмо небо (2006; feat. Врчак)
- Кажи кој си ти (2007)
- Луда (2007; feat. DNK, Врчак, Komandant Koki)
- За Македонија (2007; feat. Toni Zen)
- Смешно зар не (2007)
- Во име на лјубовта (2008; feat. Раде Врчаковські & Адріан Гаджа)
- Со маки сум се родила (2008)
- Дајем ти све (2008)
- Усне ко крв (2009)
- Una magia Pandev (2009; feat. Toni Zen)
- Шарена Песма (2009)
- Давам Jac Се (2009)

### Збірники
- Македонија навива (2008)
- Македонија засекогаш (2008)
- Kirilico Ispeana (2009)